# Старо Прачно
Старо Прачно (хорв. Staro Pračno) — населений пункт у Хорватії, в Сисацько-Мославинській жупанії у складі міста Сисак.

## Населення
Населення за даними перепису 2011 року становило 895 осіб.
Динаміка чисельності населення поселення:

## Клімат
Середня річна температура становить 11,30 °C, середня максимальна – 25,72 °C, а середня мінімальна – -5,51 °C. Середня річна кількість опадів – 918 мм.
| Клімат поселення                              | Клімат поселення | Клімат поселення | Клімат поселення | Клімат поселення | Клімат поселення | Клімат поселення | Клімат поселення | Клімат поселення | Клімат поселення | Клімат поселення | Клімат поселення | Клімат поселення | Клімат поселення |
| Показник                                      | Січ.             | Лют.             | Бер.             | Квіт.            | Трав.            | Черв.            | Лип.             | Серп.            | Вер.             | Жовт.            | Лист.            | Груд.            |                  |
| Середній максимум, °C                         | 6,63             | 8,56             | 13,07            | 17,51            | 22,63            | 25,72            | 24,87            | 23,97            | 20,14            | 15,04            | 9,86             | 5,48             |                  |
| Середня температура, °C                       | 0,56             | 2,48             | 6,99             | 11,45            | 16,55            | 19,65            | 21,29            | 20,40            | 16,56            | 11,47            | 6,27             | 1,90             |                  |
| Середній мінімум, °C                          | −5,51            | −3,6             | 0,93             | 5,36             | 10,49            | 13,57            | 17,70            | 16,81            | 12,97            | 7,89             | 2,68             | −1,68            |                  |
| Норма опадів, мм                              | 56               | 53               | 62               | 73               | 81               | 92               | 82               | 86               | 84               | 87               | 92               | 70               |                  |
| Середньомісячна швидкість вітру, м/с          | 1.80             | 1.98             | 2.40             | 2.24             | 2.09             | 1.90             | 1.86             | 1.70             | 1.70             | 1.73             | 1.80             | 1.80             |                  |
| Середньомісячна сонячна радіація, кДж/м²·день | 4218             | 7015             | 10711            | 15209            | 19408            | 21427            | 22538            | 19559            | 14427            | 8926             | 4699             | 3469             |                  |
| --------------------------------------------- | ---------------- | ---------------- | ---------------- | ---------------- | ---------------- | ---------------- | ---------------- | ---------------- | ---------------- | ---------------- | ---------------- | ---------------- | ---------------- |
| Джерело:                                      |                  |                  |                  |                  |                  |                  |                  |                  |                  |                  |                  |                  |                  |